# 朝明ヒュッテ
朝明ヒュッテ（あさけヒュッテ）は、三重県三重郡菰野町の鈴鹿国定公園朝明渓谷にある宿泊施設。

## 概要
- 最大250人が宿泊できる建物、バーベキューのできる野外炊飯場、テントがはれるスペースがある。
- 主に学校、サークル等のキャンプ・野外活動や、登山者の宿泊に使用できる。
- 北側の釈迦ヶ岳には、多くの登山道が整備されている。

## 周辺の山
- 釈迦ヶ岳
- 御在所岳